# Leersia
Leersia is een geslacht uit de grassenfamilie (Poaceae). De circa achttien soorten van dit geslacht komen voor in Zuid-Europa, Afrika, tropisch Azië en Amerika. Het werd genoemd naar de Duitse botanicus Johann Daniel Leers.

## Soorten (selectie)
Van het geslacht zijn onder andere de volgende soorten bekend: 
- Leersia hexandra
- Leersia lenticularis
- Leersia monandra
- Leersia oryzoides
- Leersia virginica